# مجیدیه، ادیرنه
مجیدیه، ادیرنه (به ترکی استانبولی: Mecidiye) یک منطقهٔ مسکونی در ترکیه است که در استان ادرنه واقع شده است. مجیدیه ۸۷۰ نفر جمعیت دارد و ۳۲ متر بالاتر از سطح دریا واقع شده است.